# Črni Potok pri Kočevju
Črni Potok pri Kočevju – wieś w Słowenii, w gminie Kočevje. W 2018 roku liczyła 148 mieszkańców.